# De ijzeren kachel
De ijzeren kachel is een sprookje uit Kinder- und Hausmärchen, de verzameling van de gebroeders Grimm, met als nummer KHM127. De oorspronkelijke naam is Der Eisen-Ofen..

## Het verhaal
In een tijd dat wensen nog hielp, wordt een koningszoon door een oude heks betoverd, zodat hij in een ijzeren kachel moet zitten. Deze kachel wordt diep in een bos neergezet. Na jaren komt een koningsdochter in het bos. Ze is verdwaald, maar komt in het bos wel de kachel tegen. De prins in de kachel wijst haar de weg terug, op voorwaarde dat ze schriftelijk belooft te doen wat hij wil. Hij wil met haar trouwen en ze belooft dit, maar wil eigenlijk niet omdat ze niet weet wie de man in de kachel is. Ze moet van de prins terugkomen en met een mes om een gat in het ijzer krabben. Binnen twee uren is ze thuis en iedereen is blij. Ze vertelt wat er is gebeurd.
De koning wil ook niet dat zijn dochter trouwt met een vreemde man in een kachel. Hij stuurt daarom tegen betaling achtereenvolgens de dochter van een molenaar en de dochter van een varkenshoeder naar de kachel. Daar zij geen prinsessen zijn, kunnen zij geen gat in het ijzer krabben. De prins ontdekt het bedrog beide keren, en beveelt de dochters om de prinses te halen. Hij vertelt dat als de koningsdochter niet komt, het rijk zal instorten en geen steen zal blijven staan. De koningsdochter neemt afscheid van haar vader en gaat huilend naar de ijzeren kachel. Na twee uur heeft ze al een klein gaatje in het ijzer gekrabd en ziet ze de koningszoon. Hij is mooi en schittert van goud en edelstenen. Ze wordt op slag verliefd op hem. Ze heeft hem verlost en hij wil haar meenemen naar zijn rijk, maar ze wil nog afscheid nemen van haar vader. Ze mag echter niet meer dan drie woorden zeggen.
De prinses vergeet deze regel en spreekt meer woorden uit. Daarom worden de ijzeren kachel en de koningszoon meegenomen, en over de glazen bergen en snijdende zwaarden vervoerd. De koningsdochter neemt wat geld mee, maar ontdekt dat de kachel verdwenen is. Ze zoekt negen dagen en krijgt honger, ze rust uit in een boom en is bang voor de wilde dieren. Ze ziet een klein lichtje en loopt naar een huisje met een stapeltje hout voor de deur. Er zitten allemaal padden in het huis en er staat een gedekte tafel met zilveren bekers. De dikke pad roept Hinkelbeen en een klein padje doet de deur open. De padden vragen van alles en ze vertelt wat er is gebeurd. Het kleine padje haalt een doos en het meisje krijgt eten en drinken en wordt naar bed gebracht. Ze valt in slaap en ze krijgt de volgende dag drie naalden, een molenwiel en drie noten van de pad.
Ze komt bij de glazen berg en ze kan met de drie naalden in haar schoenen over de gladde berg klimmen. Dan komt ze bij drie snijdende zwaarden en ze rolt hier overheen met het ploegwiel. Ze vaart over een groot water en ze komt bij een groot kasteel, waar ze als keukenmeisje wordt aangenomen. De koningszoon is hier ook. Hij heeft echter een andere vrouw aan zijn zijde en denkt dat de prinses allang gestorven is. De prinses vindt de drie noten in haar zak. Ze bijt één open en er ligt een koninklijk gewaad in. De nieuwe vrouw van de prins wil het mooie gewaad graag kopen. Het meisje wil als beloning in de slaapkamer van de koningszoon slapen. De vrouw stemt toe, maar geeft de prins een slaapdrank zodat hij niet wakker wordt wanneer de prinses hem probeert te herinneren wie ze is. De bedienden horen haar wel en vertellen het verhaal aan hun heer.
De volgende dag na de afwas bijt het meisje de tweede noot open en er ligt een nog mooier gewaad in. Opnieuw wil de bruid het kopen en opnieuw mag het meisje in de kamer van de koningszoon slapen, maar hij hoort niks omdat hij weer van de slaapdrank heeft gedronken. De bedienden vertellen het verhaal weer aan hun heer en de derde avond bijt het meisje de derde noot open en vindt een nog mooier gewaad van goud. De bruid wil de jurk kopen en voor een derde maal mag het meisje in de kamer van de koningszoon slapen. De koningszoon drinkt die keer niet van de slaapdrank en hoort het verhaal van het meisje.
De koningszoon herkent de ware bruid en stapt met haar in een koets. Ze halen de gewaden weg bij de valse bruid en deze kan nu niet opstaan. Ze varen over het grote water en gebruiken het ploegwiel om over de drie snijdende zwaarden te gaan. Ze klimmen over de glazen berg en komen bij het kleine huisje. Het is een groot kasteel geworden en de padden zijn verlost en koningskinderen geworden. De bruiloft wordt gevierd en de vader van de koningsdochter wordt gehaald, zodat hij niet alleen hoeft te zijn. Zo hebben ze twee koninkrijken en ze zijn erg gelukkig.

## Achtergronden bij het verhaal
- Het sprookje komt uit Niederzwehren in Nordhessen.
- De ijzeren kachel verwijst volgens de gebroeders Grimm naar de onderwereld.
- Het spreken met de vader, het kussen van de moeder is het teruggaan naar het verleden en het vergeten van het heden. In sprookjes is het een kwaad. Zie ook De gouden vogel (KHM57), De twee koningskinderen (KHM113) en De trommelslager (KHM193).
- Het teruggaan naar de vader en opnieuw het bos in gaan staat voor reïncarnatie.
- De tocht over de glazen berg wordt ook beschreven in De zeven raven (KHM25), De raaf (KHM93) en De trommelslager (KHM193).
- Een mens omgetoverd als dier komt voor in bijvoorbeeld De kikkerkoning, De twaalf broeders (KHM9), Broertje en zusje (KHM11), De drie mannetjes in het bos (KHM13), De drie veren (KHM63), De gauwdief en zijn meester (KHM93), De groente-ezel KHM122, Het lammetje en het visje (KHM141), Sneeuwwitje en Rozerood (KHM161), Het boshuis (KHM169) en De kristallen bol (KHM197).
- Het dier als helper komt in heel veel sprookjes voor;
  - twee raven in De trouwe Johannes (KHM6)
  - een beer in De twee gebroeders (KHM60)
  - een bij in De bijenkoningin (KHM62) en De twee reisgezellen (KHM107)
  - duiven in Assepoester (KHM21), De drie talen (KHM33) en De oude vrouw in het bos (KHM123)
  - een eend in Hans en Grietje (KHM15), De bijenkoningin (KHM62) en De twee reisgezellen (KHM107)
  - een geit in Eenoogje, tweeoogje en drieoogje (KHM130)
  - een haan in De drie gelukskinderen (KHM70)
  - een haas in De twee gebroeders (KHM60)
  - een hond in De drie talen (KHM33) en De oude Sultan (KHM48)
  - een kat in De drie gelukskinderen (KHM70) en De arme molenaarsknecht en het katje (KHM106)
  - een leeuw in De twee gebroeders (KHM60), De twaalf jagers (KHM67) en De koningszoon die nergens bang voor was (KHM121)
  - mieren in De witte slang (KHM17) en De bijenkoningin (KHM62)
  - een ooievaar in De twee reisgezellen (KHM107)
  - een paard in De ganzenhoedster (KHM89)
  - een pad in De drie veren (KHM63)
  - een raaf in De witte slang (KHM17) en Het boerke (KHM61)
  - een schimmel in Fernand getrouw en Fernand ontrouw (KHM126)
  - een slang in De drie slangenbladeren (KHM16) en De witte slang (KHM17)
  - een veulen in De twee reisgezellen (KHM107)
  - een vis in De witte slang (KHM17), Van de visser en zijn vrouw (KHM19), De goudkinderen (KHM85), Fernand getrouw en Fernand ontrouw (KHM126) en Het zeehaasje (KHM191)
  - een vogel in Assepoester (KHM21), De drie talen (KHM33) en De roverbruidegom (KHM40)
  - een vos in De gouden vogel (KHM57), De twee gebroeders (KHM60) en Het zeehaasje (KHM191)
  - een wolf in De oude Sultan (KHM48) en De twee gebroeders (KHM60)
- Drie toverdingen komen ook voor in Tafeltje dek je, ezeltje strek je en knuppel uit de zak (KHM36), De ransel, het hoedje en het hoorntje (KHM54), De gouden gans (KHM64), De koning van de gouden berg (KHM92), De raaf (KHM93), De jood in de doornstruik (KHM110), De waternimf in de vijver (KHM181) en Het klosje, de schietspoel en de naald (KHM188).
- Drie mooie gewaden komen ook voor in Bontepels (KHM65) en De zingende springende leeuwerik (KHM88)